# Famille von Arnim
Pour les articles homonymes, voir Arnim (homonymie).
 (janvier 2025).
La famille Arnim est une famille de la noblesse allemande, originaire de la Marche de l'Ucker dans le Brandebourg. Elle a été fondée par Alardus de Arnem, en 1204.

## Histoire
Les chevaliers von Arnim font partie des chevaliers de la colonisation allemande des terres de l'est. Ils s'installent dans l'Altmark, non loin de Stendal à l'est de l'Elbe, et fondent le village d'Arnim qui est aujourd'hui une partie de Stendal. Arnim est protégé par la forteresse d'Arneburg qui marque la frontière avec les Slaves à l'époque ascanienne. Le fils puîné d'Albert l'Ours est fait comte d'Arneburg.
Alardus de Arnem est seigneur d'Arneburg en 1204. Les Arnim conservent leurs différents domaines de l'Uckermark jusqu'en 1945, lorsqu'ils sont chassés par l'Armée rouge.

## Personnalités

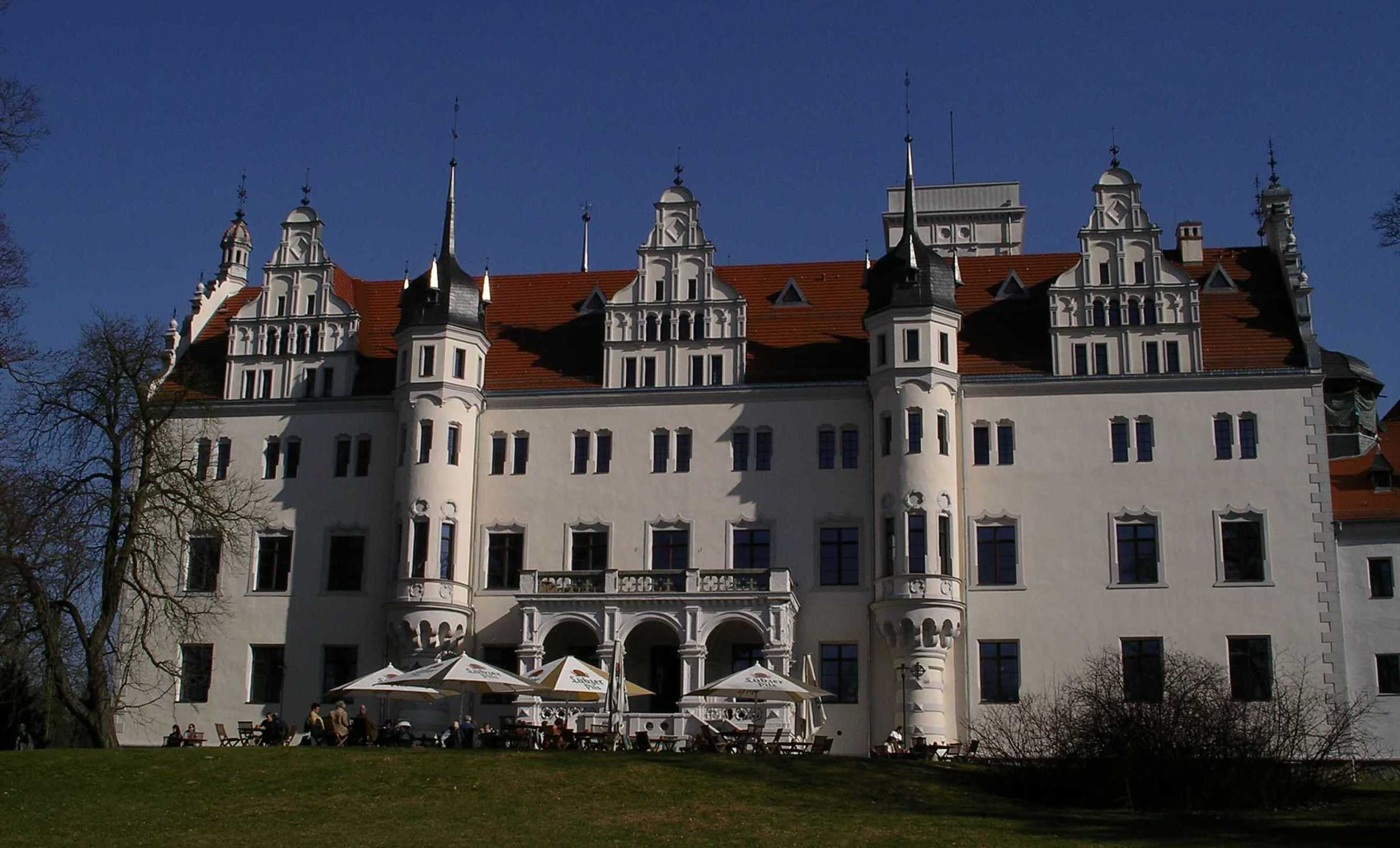
Vue du château de Boitzenburg

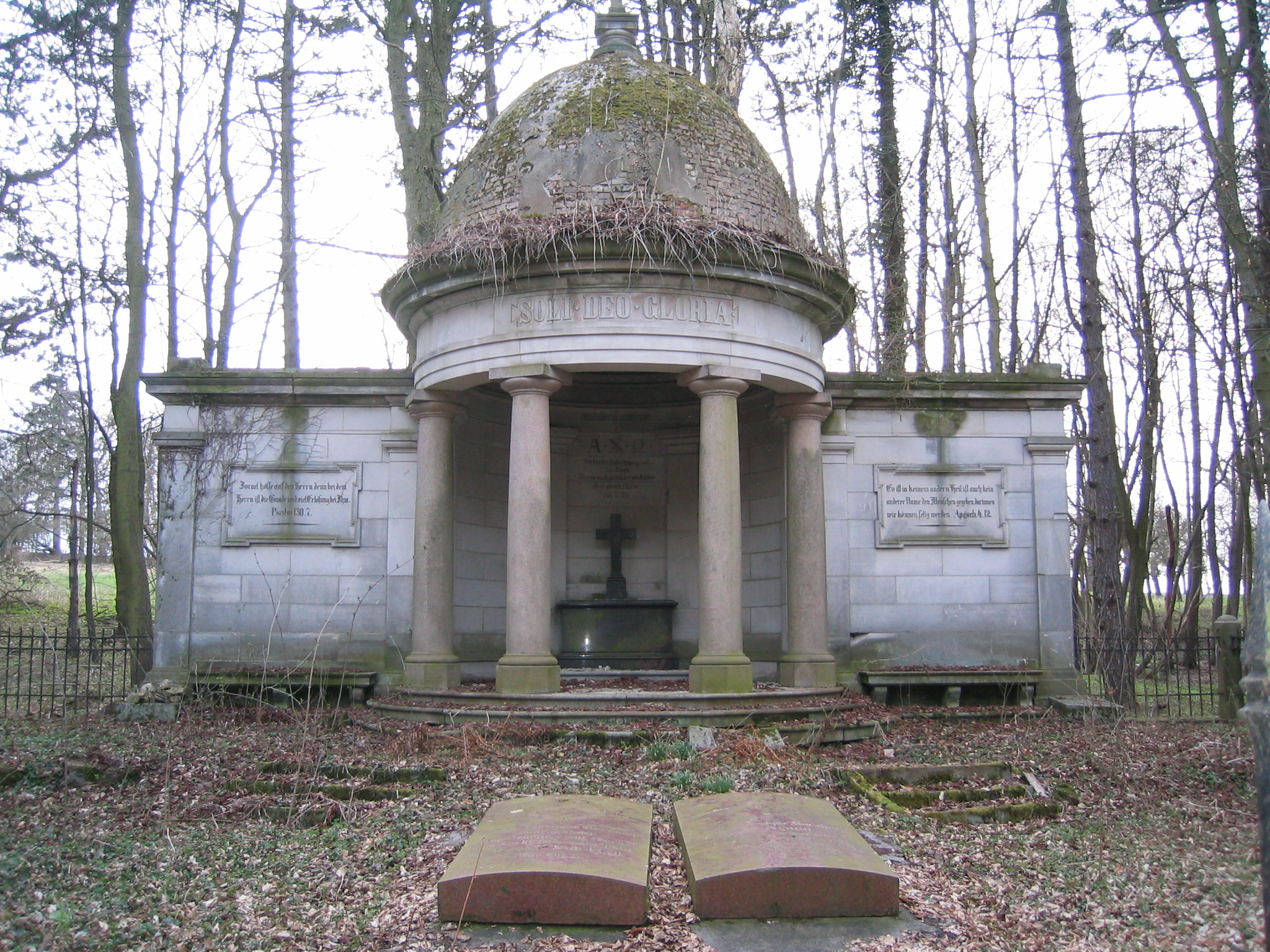
Parcelle familiale et monument funéraire des Arnim, en état d'abandon, à Suckow

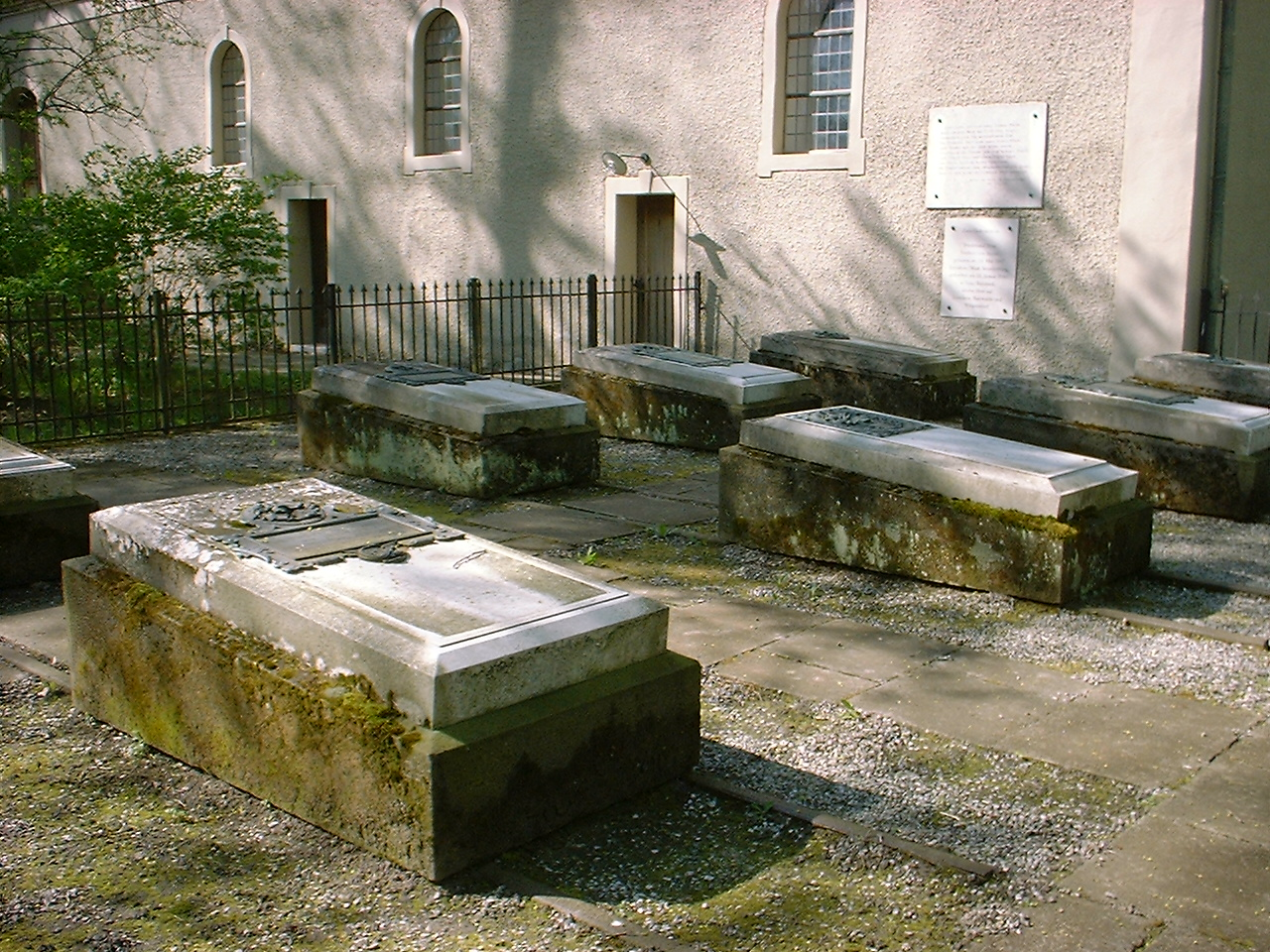
Tombes des Arnim au cimetière de l'église de Wiepersdorf

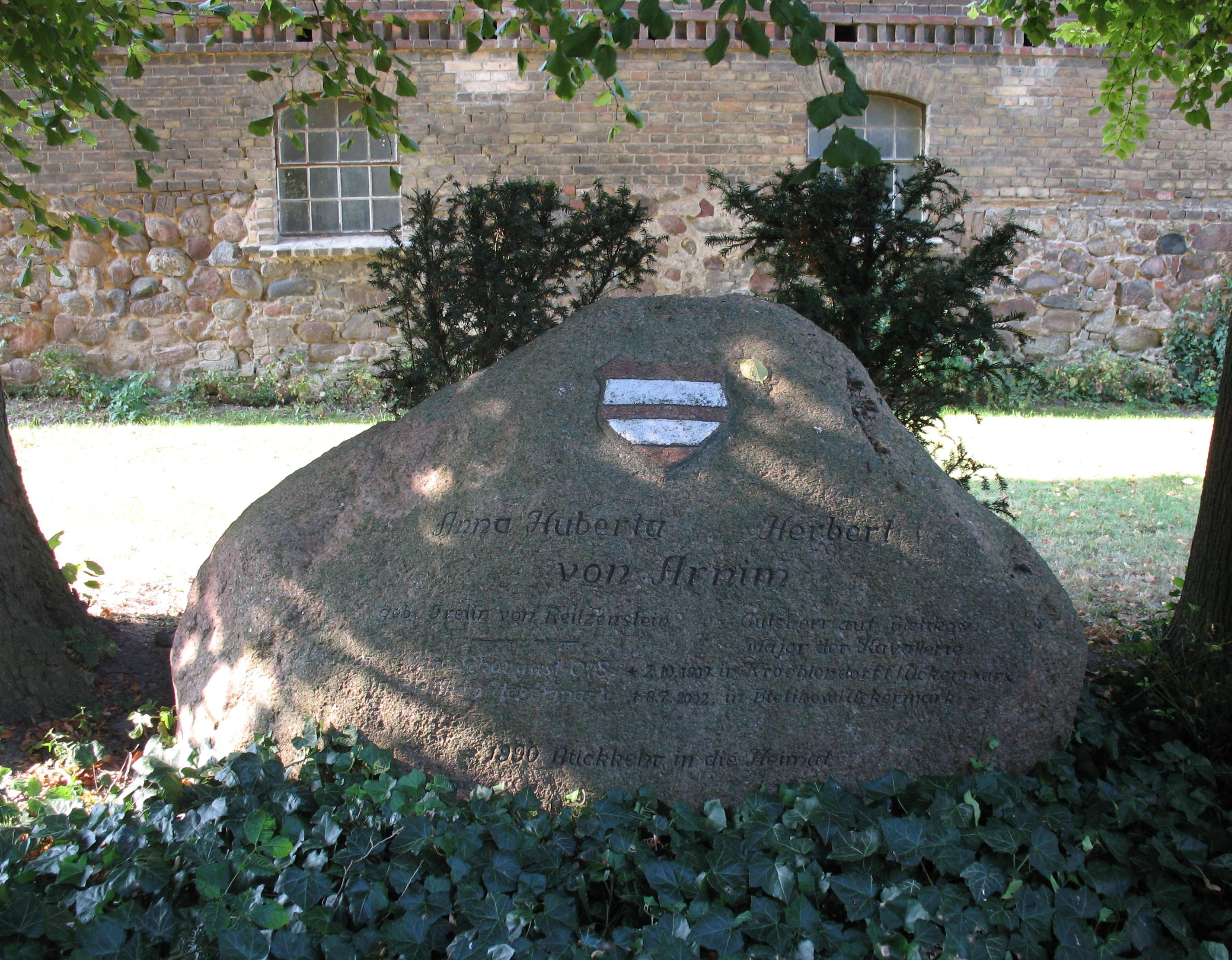
Tombe de Herbert von Arnim (1909-2002) à Uckerfelde-Bietikow

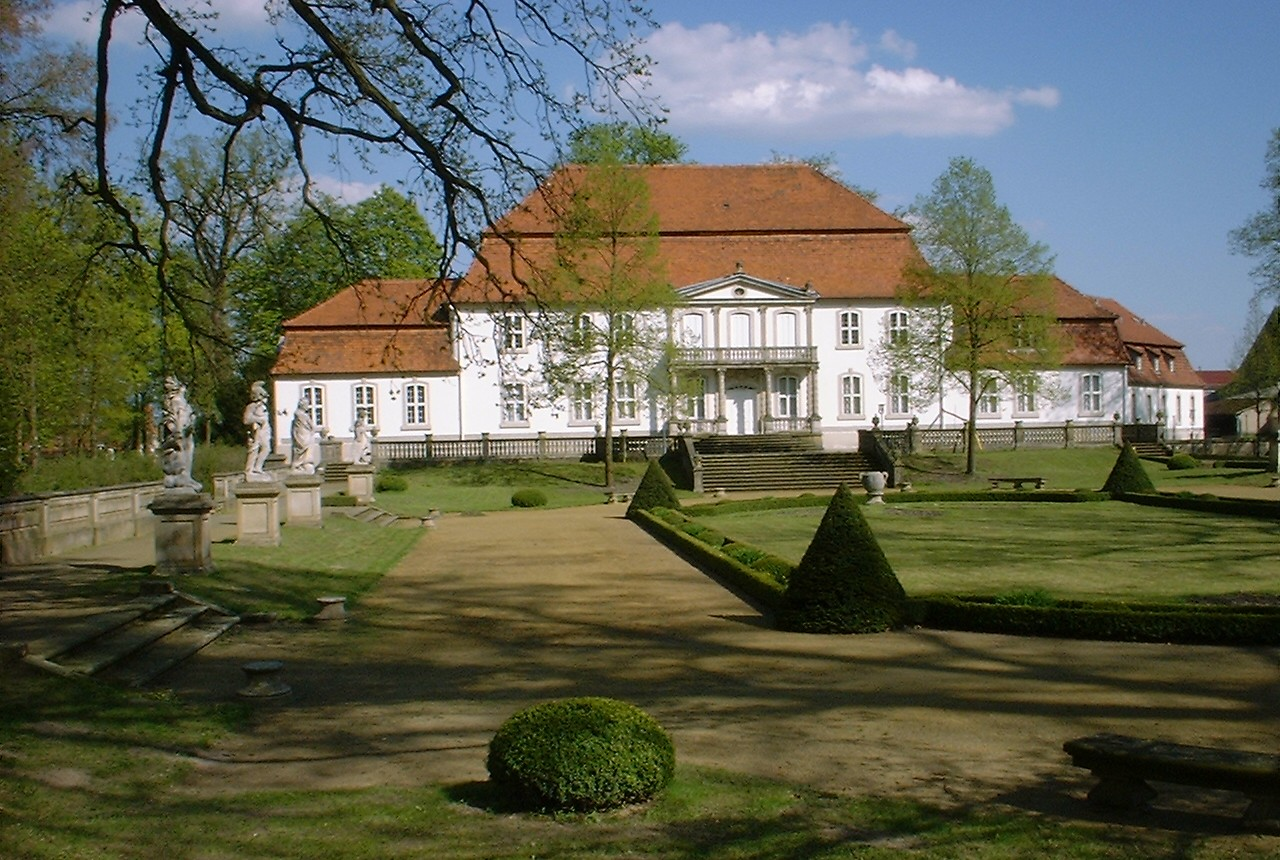
qui appartenait à Achim von Arnim

- Hans Georg von Arnim-Boitzenburg (1583-1641)
- Georg Abraham von Arnim (1651-1734), général
- Bernd Jakob von Arnim (de) (1719-1797), conseiller financier et numismate
- George Christoph von Arnim (de) (1723-1789), général
- Alexander Wilhelm von Arnim (1738-1809), général
- Albrecht Heinrich von Arnim (de) (1744-1805), ministre prussien de la Justice
- Carl Ludolf Bernhard von Arnim (de) (1753-1828), président du gouvernement prussien
- Wilhelm Heinrich Ernst von Arnim (de) (1756-1830), administrateur de l'arrondissement de Ziesar (de)
- Ferdinand von Arnim (de) (1772-1835), général
- Achim von Arnim (1781-1831), poète
- Bettina von Arnim, née Brentano (1785-1859), écrivain
- Otto von Arnim (de) (1785-1820), administrateur de l'arrondissement de Minden (de)
- Friedrich Wilhelm Karl von Arnim (1786-1852), président de la police de Berlin
- Leopold von Arnim (de) (1794-1856), général
- Gustav von Arnim (1796-1877), général
- Wilhelm Messerschmidt von Arnim (de) (1797-1860), général
- Baron Heinrich Alexander von Arnim (1798-1861), diplomate, ambassadeur à Paris
- Heinrich Leonhard von Arnim-Heinrichsdorf (de) (1801–1875), député du Reichstag
- Hermann von Arnim (1802–1875), administrateur de l'arrondissement de Templin
- Adolf Heinrich von Arnim-Boitzenburg (1803-1868), ministre de l'Intérieur du royaume de Prusse
- Alexander von Arnim (de) (1813–1853), administrateur de l'arrondissement de Simmern
- Oskar von Arnim-Kröchlendorff (1813-1903), administrateur de l'arrondissement d'Angermünde (de), député du Reichstag, conseiller d'État prussien, grand-père de Detlev von Arnim-Kröchlendorff et époux de Malwine de Bismarck, sœur du chancelier-prince de Bismarck.
- Ferdinand von Arnim (1814-1866), peintre et architecte
- Friedmund von Arnim (1815-1883), écrivain
- Gustav von Arnim (de) (1820-1904), homme politique
- Harry von Arnim (1824-1881), diplomate
- Gisela von Arnim (1827-1889), fille de Bettina von Arnim, écrivain
- Gustav von Arnim (1829-1909), général prussien
- Carl von Arnim (de) (1831-1905), président de district de Stralsund
- Adolf von Arnim-Boitzenburg (1832-1887), président du Reichstag
- Bernhard von Arnim (1833-1917), général prussien
- Georg Abraham Constantin von Arnim (en) (1839-1879), officier prussien
- Traugott Hermann von Arnim-Muskau (1839-1919), homme politique
- Hans von Arnim (de) (1841-1914), homme politique
- Detlef von Arnim (7 juin 1844-14 août 1870), lieutenant du 1er bataillon de chasseurs à pied, mort à la bataille de Borny-Colombey
- Hans von Arnim (de) (1846-1922), général prussien
- Karl von Arnim-Züsedom (de) (1846-1913), chambellan à la Cour de l'empereur d'Allemagne, époux de Sophie de Schwerin-Göhren
- Volkmar von Arnim (1847-1923), amiral de la Kaiserliche Marine
- Achim von Arnim-Bärwalde (de) (1848-1891), fils du comte Achim von Arnim, peintre
- Hans von Arnim (1849-1899), capitaine de cavalerie à la Cour impériale
- Bernd von Arnim-Criewen (1850-1939), homme politique prussien
- Gustav von Arnim (1856-1932), général prussien
- Hans von Arnim (1859-1931), philologue
- Louis von Arnim (de) (1861-1914), colonel
- Hans von Arnim (1861-1931), major-général et père de Hans-Jürgen von Arnim
- Comtesse Mary Annette Elizabeth von Arnim, née Beauchamp, (1866-1941), écrivain
- Dietlof von Arnim-Boitzenburg (1867-1933), homme politique prussien
- Adolf von Arnim (de) (1875-1931), dirigeant sportif
- Dietloff von Arnim (1876–1945), directeur régional de la province de Brandebourg, administrateur de l'arrondissement de Jüterbog-Luckenwalde
- Detlev von Arnim-Kröchlendorff (1878-1947), petit-neveu du chancelier Bismarck, président de diverses associations évangéliques luthériennes au sein de la Deutsche Evangelische Kirche, membre du Reichstag, fils de Hans von Arnim (1849-1899) et époux de sa cousine éloignée Bertha von Arnim (1883-1946)
- Achim von Arnim (de) (1881-1940), recteur de l'université technique de Berlin
- Hans-Jürgen von Arnim (1889-1962), général de cavalerie allemand, époux d'Annemarie von Dechend (1895-1982)
- Hans Ludwig von Arnim (de) (1889-1971), avocat de l'église et président du consistoire
- Comte Friedmund Ernst von Arnim (1897-1946), époux de Clara von Hagens, et dernier propriétaire du château de Wiepersdorf
- Clara von Arnim (1909-2009), écrivain
- Alard von Arnim (de) (1943-), homme politique allemand
- Iris von Arnim (de) (1945-), styliste de mode
- Gabriele von Arnim (de) (1946-), journaliste et écrivain
- Arnulf von Arnim (1947), pianiste
- Andreas von Arnim (de) (1958-2005)
- Christine von Arnim (1972-), professeur de médecine et neurologue à Göttingen

### Liens externes

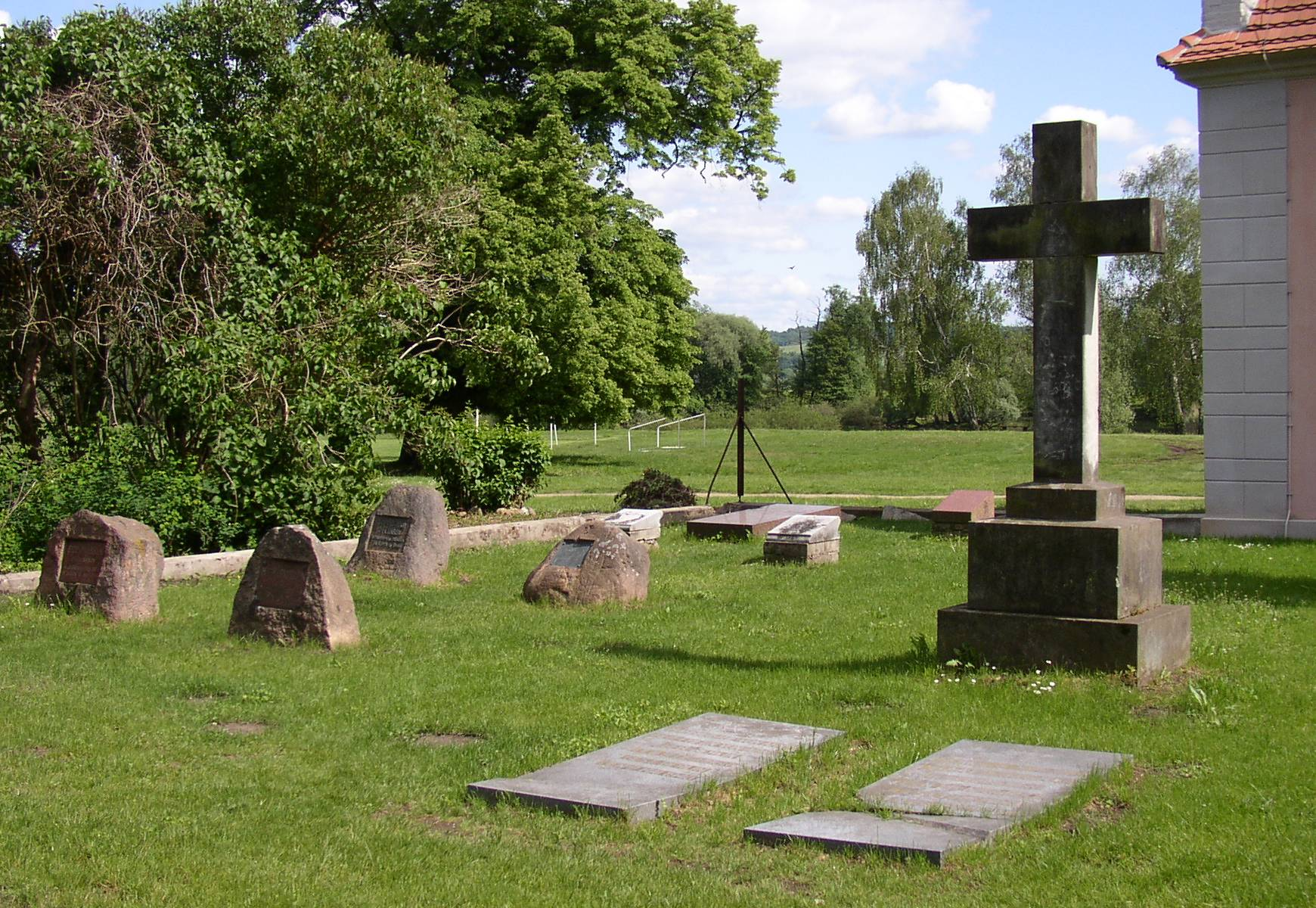
Cimetière de la famille von Arnim à Schwedt-Criewen (Brandebourg)

## Possessions
- Château de Döben
- Château de Kröchlendorff
- Château de Nöthnitz
- Paretz
- Château de Planitz
- Château de Plaue
- Château de Pretzsch (de)
- Château de Suckow
- Château de Wiepersdorf (de)
- Château de Zichow (de)